# Álvaro Cervera Díaz
Álvaro Cervera Díaz, nascut el 20 de setembre de 1965 a Santa Isabel (Guinea Equatorial), és un exfutbolista professional espanyol dels anys 80 i 90. Posteriorment, s'ha dedicat a tasques de direcció tècnica. Bona part dels clubs als quals va estar lligat com a jugador i en els inicis de la seva carrera com a entrenador han estat del País Valencià.

## Trajectòria

### Com a jugador
El seu primer club professional va ser el Racing de Santander, on va debutar a la primera divisió el 9 de setembre de 1984, davant el Reial Valladolid. Els seus primers anys no va comptar massa a l'equip càntabre, fins a la 86/87, on juga 26 partits i marca 5 gols. L'any següent fitxa pel RCD Mallorca. Al club illenc roman quatre anys, millors els dos primers que els dos restants. En eixos anys debuta amb la selecció espanyola, tot sent internacional quatre vegades.
El 1992 fitxa pel València CF on també disposa d'un bon nombre de partits i minuts en els tres anys que estarà a la disciplina valencianista. Finalment, el 1995 torna al Racing. A Santander es manté dues temporades més jugant una mitjana de 20 partits. La 96/97 és la seua darrera campanya a Primera.
La 97/98 s'incorpora a l'Hèrcules CF, on tot just compta amb aparicions. Només s'hi està un any abans de militar a l'Ontinyent. La 2000/2001, a les files del Catarroja, Álvaro decideix penjar les botes.

### Com a entrenador
La carrera d'Álvaro com a entrenador s'inicia el 2001 amb el Catarroja CF, llavors a la Regional Preferent. Després del seu pas pel Vila-real juvenil, on fou despatxat abans d'acabar la temporada, tornà a Catarroja. Per primer cop en divuit anys, el club de l'Horta Sud militava a la Tercera divisió.
La bona tasca d'Álvaro, amb el seu equip lluny del descens, no passà desapercebuda i Fernando es fixà en ell per a la banqueta del CE Castelló, de Segona divisió B, per a substituir a Javi López. Curiosament, Álvaro portava fins llavors una carrera paral·lela a José Luis Oltra: varen ser companys a l'Ontinyent a la fi de les seves carreres, es retiraren el mateix any, es formaren a la mateixa escola d'entrenadors i tots dos passaren pel Catarroja abans d'arribar al club orellut. Quan tot just restaven cinc jornades per acabar la temporada regular i els albinegres eren cinquens, lluitant per retornar a la divisió de plata. Finalment, Álvaro i els seus jugadors varen aconseguir la classificació en l'últim partit i ascendiren en superar les eliminatòries posteriors. Malgrat tot plegat, el tècnic no va continuar, ja que no entrava dins del projecte dels nous propietaris del club.
Després d'un descans de mitja temporada, va tenir una breu estada a la banqueta de la UD Almansa. Des de llavors, Álvaro Cervera es va consolidar com a entrenador a la Segona B, dirigint tot seguit a equips amb aspiracions d'ascens, com ara l'Alacant CF, la Cultural Leonesa o el Real Jaén.
La seva primera banqueta a nivell professional va arribar la temporada 2011–12, quan va ser nomenat entrenador del Recreativo de Huelva de segona divisió; tot i que el març de 2012 va acordar rescindir el contracte perquè va rebre l'oferta d'entrenar el Racing de Santander, llavors a la màxima categoria; amb el Racing però només va assolir tres empats en els 13 partits que va disputar per esdevenir el pitjor debutant històric en la categoria, i no va ser renovat.
El 3 de juliol de 2012, Cervera signà contracte amb el Tenerife, on ell ja havia jugat en categories juvenils 30 anys enrere. Poc abans d'assolir la promoció en la seva temporada de debut, va renovar contracte fins al 2015, tot i que fou finalment cessat el 2 de febrer de 2015 malgrat que tenia en aquell moment contracte fins al 2018.
El 18 d'abril del 2016, Cervera va substituir Claudio Barragán a la banqueta del Cadis CF, i va aconseguir la promoció a segona al final de la temporada. Després de ser primer la següent temporada, l'equip es va classificar pels play-offs d'ascens a primera, tot i que no va reeixir després d'un empat 1–1 a la semifinal contra el CD Tenerife el juny de 2017. L'11 de gener de 2022, amb el club en posició de descens, fou cessat.
El 18 d'octubre de 2022 és presentat amb el Reial Oviedo de la Segona Divisió.